# وی۵۲۰ شاه‌تخته
وی۵۲۰ شاه‌تخته یک ستاره است که در صورت فلکی شاه‌تخته قرار دارد.